# مقاطعة ليتوميريتسه
مقاطعة ليتوميريتسه (بالتشيكية: Okres Litoměřice)‏ هي مقاطعة (أوكريس) في إقليم أوستي ناد لابم في جمهورية التشيك.
عاصمة هذه المقاطعة هي مدينة ليتوميريتسه.

## اقرأ أيضاً
- مقاطعات جمهورية التشيك